# Aires de Ornelas e Vasconcelos Esmeraldo Rolim de Moura
Aires de Ornelas e Vasconcelos Esmeraldo Rolim de Moura (27 de Abril de 1799 - 26 de Dezembro de 1852), foi um empresário agrícola e político português.

## Família
Tio paterno de Aires de Ornelas de Vasconcelos, 12.º Senhor do Morgado do Caniço, casado com D. Ana da Câmara Leme em 25-11-1819, na Capela de São Paulo do Funchal. Aires de Ornelas de Vasconcelos obteve a mercê de moço fidalgo, com a costumada moradia e foro, em 11-9-1802. Sobre ele diz Agostinho de Ornelas e Vasconcelos: “apenas, porem, se emancipou o pupillo, em breve arruinou a saúde e a fortuna”. Faleceu aos 28 anos de idade sem geração.

## Biografia
Foi o 13.º Senhor do Morgado do Caniço, na Ilha da Madeira, Senador do Reino de Portugal, 4.º Governador Civil do Distrito do Funchal de 22 de Dezembro de 1840 a 26 de Março de 1841, etc.

## Casamento e descendência
Casou com Augusta Correia Vasques Salvago de Brito de Olival e foi pai de Agostinho de Ornelas e Vasconcelos Esmeraldo Rolim de Moura e Teive e de D. Aires de Ornelas e Vasconcelos.